# Andrej Skorabahaćka
Andrej Wiktarawicz Skorabahaćka, biał. Андрэй Віктаравіч Скорабагацька, ros. Андрей Викторович Скоробогатько, Andriej Wiktorowicz Skorobogat'ko (ur. 19 lipca 1968 w Zaporożu, Ukraińska SRR) – białoruski piłkarz pochodzenia ukraińskiego, grający na pozycji pomocnika lub napastnika, trener piłkarski.

## Kariera piłkarska

### Kariera klubowa
Jest wychowankiem SDJuSzOR Metałurh Zaporoże. W 1986 rozpoczął karierę piłkarską w Dniaprze Mohylew, w którym występował przez 10 lat. W 1996 roku przeniósł się do MPKC Mozyrz. Potem bronił barw mohylewskich zespołów Transmasz Mohylew i Tarpeda-Kadina Mohylew. Latem 1999 na pół roku odszedł do FK Homel, po czym powrócił do Tarpeda-Kadina Mohylew, w składzie którego w 2004 zakończył karierę piłkarską.

### Kariera trenerska
Po zakończeniu kariery piłkarskiej rozpoczął pracę szkoleniową. W latach 2004–2006 trenował klub Tarpeda-Kadina Mohylew. Od 2006 do 2007 prowadził Kamunalnik Słonim. W 2008 otrzymał propozycję pomagać trenować Dniapro Mohylew. W dniu 8 sierpnia 2008 objął stanowisko głównego trenera Dniapra Mohylew, z którym pracował do lipca 2011.

## Sukcesy i odznaczenia

### Sukcesy klubowe
- mistrz Białorusi: 1996
- wicemistrz Białorusi: 1992
- brązowy medalista Mistrzostw Białorusi: 1999
- zdobywca Pucharu Białorusi: 1996

### Sukcesy indywidualne
- król strzelców Białoruskiej Wyszejszaj lihi: 1992 (11 goli)